# Sergi Bastidas

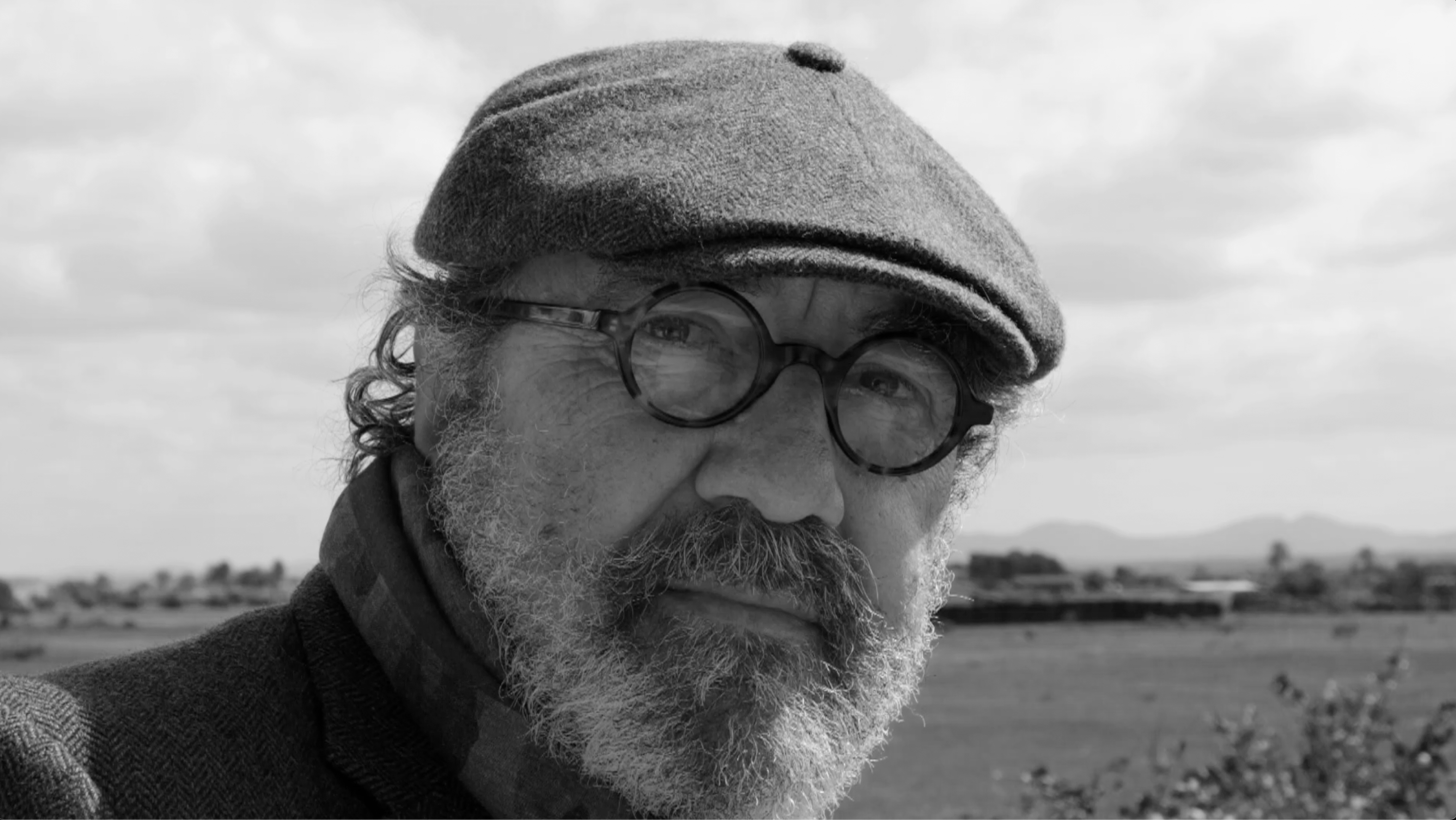
Sergi Bastidas, 2021

Sergi Bastidas (* fevereiro 1954 em Barcelona, Espanha) é designer e arquiteto autodidacta . É conhecido internacionalmente pela abordagem integrante dos edifícios históricos e pela preservação das estruturas originais.
Após concluir a escola, Sergi Bastidas frequentou a Escola d’Arts i Oficis de Barcelona, tendo iniciado a sua carreira no atelier de Enric Franch Miret. A colaboração com o renomeado designer industrial permitiu a Bastidas participar em diversos concursos do Foment de les Arts i del Disseny, ADI-FAD.
A partir da década de 1980, Bastidas concentrou-se, em particular, na arquitetura das Ilhas Baleares e executou, especialmente para edifícios do século XVIII, conceitos que visavam uma utilização ecologicamente moderna, conservando ao máximo o seu caráter original.
Com essa finalidade em mente, recorreu a oficinas de artesãos locais e reavivou técnicas de produção em parte esquecidas: o fabrico de tijolos romanos, as técnicas de entrançado de caniço natural, a construção de muros tradicionais de pedra seca e a alvenaria de argamassa feita com brita e pedra solta.
Na reconstrução e ampliação de edifícios históricos, os elementos de construção tradicionais não asseguram apenas a originalidade da substância inicial. Em combinação com técnicas modernas, melhoram a acústica, o isolamento térmico e o equilíbrio energético, especialmente em edifícios que são usados ao longo de todo o ano, como, por exemplo, o hotel Can Ferrereta, original do século XVIII, ou o edifício Can O’Ryan, que data do mesmo século, os quais formam, juntamente com um cinema antigo, o atual Rialto Living, um conjunto de edifícios no centro histórico de Palma de Maiorca.
Os elementos tradicionais são igualmente incorporados na realização de edifícios novos: nas cidades, as moradias são integradas nos bairros adjacentes de traça antiga e as moradias independentes encontram-se em harmonia com a paisagem.
Um exemplo da arquitetura bioclimática no espaço social é a Escola Rural de Ameskar, na província de Tinghir, na cordilheira marroquina do Atlas. Em 2017, fundos angariados pela fundação francesa da Marathon des Sables, MDS Solidarité, e pelo próprio Bastidas permitiram a renovação total e a ampliação da escola recorrendo a materiais e elementos construtivos de origem sobretudo local. Assim, foi possível assegurar que as salas de aula, os dormitórios e as salas dos professores satisfizessem as elevadas exigências climatéricas daquela região montanhosa e que a cozinha e as instalações sanitárias funcionassem mesmo com temperaturas exteriores de até -20 °C. O resultado não foi apenas importante para a formação de identidade dos habitantes da comunidade de Ameskar et Tahtani; também facilitou as futuras intervenções de manutenção do edifício da escola por parte dos artesãos locais.
Em 2021, Sergi Bastidas foi homenageado com o Prêmio Rafael Manzano, doado por Richard H. Driehaus, pela sua abordagem cuidada a edifícios históricos, jardins e parques circundantes. A cerimónia de entrega do maior prémio da Península Ibérica para a nova arquitetura tradicional decorreu na Real Academia de Bellas Artes de San Fernando, em Madrid. Fundamentação do júri, excerto de citação: "Os edifícios por ele concebidos parecem fundir-se com o território onde se encontram, graças à sua atenção à topografia, clima, materiais e tradições construtivas locais, à forma como o local tem sido utilizado historicamente, e à vegetação e paisagem. É, portanto, um grande defensor dos materiais de construção mais naturais e sustentáveis e que, além disso, trazem calor e humanidade às suas obras: pedra, cal, madeira, cana, etc." A distinção foi da autoria de Léon Krier.
Sergi Bastidas é membro honorário da International Network for Traditional Building Architecture and Urbanism, INTBAU, e vive em Maiorca.